# Wola Wężykowa
Wola Wężykowa [pronunciación en polaco: /ˈvɔla vɛ̃ʐɨˈkɔva/] es un pueblo ubicado en el distrito administrativo de Gmina Sędziejowice, dentro del Distrito de Łask, Voivodato de Łódź, en Polonia central. Se encuentra aproximadamente a 5 kilómetros al sur de Sędziejowice, a 15 kilómetros al suroeste de Łask, y a 47 kilómetros al suroeste de la capital regional Łódź.